# راي سميث (سياسي)
راي سميث (بالإنجليزية: Ray Smith)‏ هو سياسي أسترالي، ولد في 12 يناير 1920 في وارويك في أستراليا، وتوفي في 10 فبراير 2002 في غولد كوست في أستراليا. حزبياً، نشط في Queensland Liberal Party ‏. وقد انتخب عضو المجلس التشريعي ولاية كوينزلاند.